# Catherine Lalumière
Catherine Lalumière (n. 3 august 1935, Rennes, Franța) este un om politic francez, membru al Parlamentului European în perioada 1999-2004 din partea Franței.
1. ↑  Catherine Lalumière, base Sycomore, accesat în 9 octombrie 2017
2. ↑  Catherine Lalumiere, Munzinger Personen, accesat în 9 octombrie 2017
3. ↑  Deputații în Parlamentul European
4. 1 2   http://www.assembly.coe.int/nw/xml/AssemblyList/MP-Details-EN.asp?MemberID=2599 Lipsește sau este vid: |title= (ajutor)
5. 1 2 3   https://www2.assemblee-nationale.fr/deputes/fiche/OMC_PA1805?force Lipsește sau este vid: |title= (ajutor)
6. ↑  Autoritatea BnF